# Неофит Рильский
Неофи́т Ри́льский (болг. Неофит Рилски, в миру Никола Поппетров Бе́нин; 1793, Банско, Османская империя — 4 января 1881, Рильский монастырь, Княжество Болгария) — болгарский монах (игумен Рильского монастыря), художник, педагог, языковед, один из главных просветителей и деятелей освободительного движения первой половины XIX века.
Преподавая в Габрове, Неофит прославился переводом на новоболгарский Нового Завета, Катехизиса, создал болгарскую грамматику, букварь (1835) и глобус.
Поскольку Болгария находилась под владычеством Османской империи, средства на издания болгарских учебников приходилось изыскивать самостоятельно, и здесь неоценимый вклад оказал купец и один из главных деятелей болгарского национального возрождения Василий Априлов.
В его честь назван Юго-западный университет «Неофит Рильский» в Благоевграде и село Неофит-Рыльский..